# 富水村
富水村（とみずむら）は、神奈川県足柄下郡に存在した村。現在の小田原市中心部の北側に位置した。

## 地理
- 河川 ： 酒匂川、狩川

## 歴史

### 村名の由来
村域内の小河川の水量が豊富だったことから。

### 沿革
- 1889年（明治22年）4月1日 - 町村制の施行により、蓮正寺村、中曽根村、飯田岡村、堀之内村、柳新田村、小台村、新屋村、清水新田、北窪村、府川村、穴部村、穴部新田および多古村と足柄上郡岩原村の飛地が合併して発足。
- 1908年（明治41年）4月1日 - 蘆子村、二川村、久野村と合併して足柄村が発足。同日富水村廃止。

## 交通

### 鉄道路線
現在は伊豆箱根鉄道大雄山線の穴部駅・飯田岡駅、小田急小田原線の富水駅・螢田駅が旧村域に所在しているが、当時は未開業。

## 現在の町名
大字穴部新田の一部に住居表示が実施されて扇町一 - 六丁目の一部となったほかは、旧村名を継承。